# Кенія на літніх Олімпійських іграх 1960
Кенія на літніх Олімпійських іграх 1960 року в Римі була представлена 27 спортсменами (усі чоловіки) у 4 видах спорту: легка атлетика, хокей на траві, вітрильний спорт та стрільба.
Країна вдруге брала участь у літніх Олімпійських іграх. Кенійські олімпійці не здобули жодної медалі.

## Вітрильний спорт
| Спортсмен                           | Клас              | Заплив | Заплив | Заплив | Заплив | Заплив | Заплив | Заплив | Сума балів | Місце |
| Спортсмен                           | Клас              | 1      | 2      | 3      | 4      | 5      | 6      | 7      | Сума балів | Місце |
| ----------------------------------- | ----------------- | ------ | ------ | ------ | ------ | ------ | ------ | ------ | ---------- | ----- |
| Деніел МакКензі                     | Фінн              | 25     | 21     | 26     | 28     | 34     | 16     | 25     | 1,686      | 29    |
| Ентоні Бентлі-Баклі Рональд Блейкер | Летючий Голандець | 8      | 14     | DNF    | 13     | 15     | 18     | 19     | 2,680      | 20    |

## Легка атлетика
Трекові та шосейні дисципліни
| Спортсмен        | Дисципліна                    | Гіт       | Гіт   | Чвертьфінал | Чвертьфінал | Півфінал   | Півфінал   | Фінал      | Фінал      |
| Спортсмен        | Дисципліна                    | Результат | Місце | Результат   | Місце       | Результат  | Місце      | Результат  | Місце      |
| ---------------- | ----------------------------- | --------- | ----- | ----------- | ----------- | ---------- | ---------- | ---------- | ---------- |
| Серафіно Антао   | 100 м, чоловіки               | 10.64     | 1 Q   | 10.61       | 3 Q         | 10.72      | 6          | не пройшов | не пройшов |
| Серафіно Антао   | 200 м, чоловіки               | 21.44     | 1 Q   | 21.43       | 4           | не пройшов | не пройшов | не пройшов | не пройшов |
| Серафіно Антао   | 110 м з перешкодами, чоловіки | 15.13     | 5     | не пройшов  | не пройшов  | не пройшов | не пройшов | не пройшов | не пройшов |
| Бартоджо Ротіч   | 400 м, чоловіки               | 47.89     | 3 Q   | 47.97       | 7           | не пройшов | не пройшов | не пройшов | не пройшов |
| Бартоджо Ротіч   | 400 м з перешкодами, чоловіки | 51.39     | 2 Q   | Н/Д         | Н/Д         | 51.97      | 5          | не пройшов | не пройшов |
| Ньяндіка Маїйоро | 5000 м, чоловіки              | 14:06.29  | 3 Q   | Н/Д         | Н/Д         | Н/Д        | Н/Д        | 13:53.25   | 6          |
| Арере Анентія    | 10000 м, чоловіки             | Н/Д       | Н/Д   | Н/Д         | Н/Д         | Н/Д        | Н/Д        | 30:01.00   | 19         |
| Кануті Сум       | марафон, чоловіки             | Н/Д       | Н/Д   | Н/Д         | Н/Д         | Н/Д        | Н/Д        | 2:46:55.2  | 59         |

## Стрільба
| Спортсмен      | Дисципліна                           | Кваліфікація | Кваліфікація | Фінал     | Фінал |
| Спортсмен      | Дисципліна                           | Результат    | Місце        | Результат | Місце |
| -------------- | ------------------------------------ | ------------ | ------------ | --------- | ----- |
| Едвард Пенн    | пістолет, 50 м                       | 340          | 41 Q         | 521       | 40    |
| Чарльз Троттер | малокаліберна гвинтівка лежачи, 50 м | 381          | 48 Q         | 574       | 37    |
| Петрус Вісагі  | малокаліберна гвинтівка лежачи, 50 м | 383          | 37 Q         | 571       | 43    |

## Хокей на траві
Груповий турнір
Група С
| Team      | Pld | W | D | L | GF | GA | Pts |
| --------- | --- | - | - | - | -- | -- | --- |
| Кенія     | 3   | 2 | 1 | 0 | 8  | 0  | 5   |
| Німеччина | 3   | 2 | 0 | 1 | 10 | 1  | 4   |
| Франція   | 3   | 1 | 1 | 1 | 2  | 5  | 3   |
| Італія    | 3   | 0 | 0 | 3 | 0  | 14 | 0   |

| 29 серпня 10:00      |           |           |                                                     |
| Кенія                | 1–0 (0–0) | Німеччина | Stadio dei Marmi Судді: Берджесс (GBR), Сінгх (IND) |
| Гіларі Фернандес 45' |           |           | Stadio dei Marmi Судді: Берджесс (GBR), Сінгх (IND) |

| 1 вересня 15:00                                                                                        |           |        |                                                      |
| Кенія                                                                                                  | 7–0 (3–0) | Італія | Olympic Velodrome Судді: Бернет (SUI), Гараста (AUT) |
| Егберт Фернандес 14' Гіларі Фернандес 17', 64', 65' Автар Сінгх Сохал 24', 48' Кварто Піанесі 42' (OG) |           |        | Olympic Velodrome Судді: Бернет (SUI), Гараста (AUT) |

| 3 вересня 16:30 |           |         |                                                     |
| Кенія           | 0–0 (0–0) | Франція | Olympic Velodrome Судді: Сінгх (IND), Берджес (GBR) |
|                 |           |         | Olympic Velodrome Судді: Сінгх (IND), Берджес (GBR) |

Чвертьфінал
| 5 вересня 15:00            |           |                       |                                                 |
| Велика Британія            | 2–1 (0–1) | Кенія                 | Olympic Velodrome Судді: Сінгх (IND), Гош (IND) |
| Гріффітс Сондерс 36', 115' |           | Автар Сінгх Сохал 22' | Olympic Velodrome Судді: Сінгх (IND), Гош (IND) |

Змагання за 5-8 місця
| 8 вересня 16:30     |           |                        |                                                            |
| Австралія           | 1–1 (0–0) | Кенія                  | Olympic Velodrome Судді: Ельгершуйцен (NED), Глічітч (FRA) |
| Мервін Кроссман 40' |           | Сурджіт Сінгх Деол 63' | Olympic Velodrome Судді: Ельгершуйцен (NED), Глічітч (FRA) |

Матч був припинений через темряву через 40 хвилин додаткового часу з рахунком 1–1; Спочатку за допомогою жеребкування перемогу віддали Австралії, але після протесту Кенії, у матчі оголошено нічию і було вирішено повторити матч.
| 10 вересня 16:30       |           |                           |                                                                           |
| Австралія              | 2–1 (0–0) | Кенія                     | Campo Tre Fontane Судді: Ельгершуйцен (NED), Van Ballgoijen de Jong (NED) |
| Реймонд Еванс 64', 69' |           | Сурджіт Сінгх Панасер 42' | Campo Tre Fontane Судді: Ельгершуйцен (NED), Van Ballgoijen de Jong (NED) |

| —     |   |           |  |
| Кенія | — | Німеччина |  |
|       |   |           |  |

Через непередбачені обставини Німеччина не змогла зіграти в матчі проти Кенії, тому матч був скасований і обидві команди отримали сьоме місце.